# Osteel
Osteel là một đô thị ở huyện huyện Aurich, trong bang Niedersachsen, nước Đức. Đô thị Osteel có diện tích 19,9 km².